# جون لارسن (ملحن)
جون لارسن (بالنرويجية البوكمول: Jon Larsen)‏ هو منتج أسطوانات وملحن ورسام وموسيقي نرويجي، ولد في 7 يناير 1959 في أوسلو في النرويج.

## وصلات خارجية
- جون لارسن على موقع ميوزك برينز (الإنجليزية)
- جون لارسن على موقع أول ميوزيك (الإنجليزية)
- جون لارسن على موقع ديسكوغز (الإنجليزية)